# 印第安納大學西北分校
印第安納大學西北分校（英語：Indiana University Northwest，簡稱IU Northwest）是印第安納大學系統內，位於美国印第安納州蓋里的一所地區性公立大學，成立於1963年，因為位於該州西北部而得名。2019年《美國新聞與世界報道》將其列在美國中西部大學排名中的第128-165位之間。

## 外部連結
- Official website （页面存档备份，存于）
- Official athletics website （页面存档备份，存于）

41°33′24″N 87°20′16″W / 41.556629°N 87.337875°W